# جوليسا فيلانويفا
سيما سميث (جوليسا) فيلانويفا (بالإسبانية: Julissa Villanueva)‏ هي مديرة قسم الطب الشرعي في مكتب المدعي العام في الهندوراس.

## تعليمها
وُلدت جوليسا فيلانويفا في تيغوسيغالبا في 12 مايو عام 1972. درست فيلانويفا الطب بعد رؤية والدها يعاني من مرض التيتانوس، وهي الآن طبيبة متخصصة في علم الأمراض. اختارت فيلانويفا أن تتخصص في علم الأمراض عندما سمعت عن النقص في علماء الطب الشرعي المهرة في هندوراس.

## حياتها المهنية
بدأت فيلانويفا العمل كطبيبة شرعية في عام 2002. تم تعيينها مديرةً لعلوم الطب الشرعي في مكتب المدعي العام في عام 2013. وفي عام 2015، أطلقت فيلانويفا مجلة علوم الطب الشرعي في هندوراس.
تعمل فيلانويفا على حماية النساء والأطفال من جرائم العنف في هندوراس. وبالتعاون مع إسبانيا، تقوم فيلانويفا بتطوير برنامج يُسمى DNA Prokids. شجعت مكتب المدعي العام لتقديم تدريب معتمد لعلماء الطب الشرعي. شُجّعت فيلانويفا للقيام بالمزيد من العمل بالشراكة مع وزارة الخارجية الأمريكية لاستخدام الحمض النووي لتحديد أجسام المهاجرين. قدمت فيلانويفا قاعدة بيانات محوسبة لتخزين المعلومات في المشرحة. أنشأت فيلانويفا أول مقبرة إنسانية في هندوراس، والتي تسمح بنبش الجثث التي لم يطالب بها أحد أو الكشف عن هويتها واستخدامها كدليل في التجارب السريرية، والتي استوحت فكرتها من المقبرة العسكرية في أرلينغتون بولاية فرجينيا. طوّرت فيلانويفا سجلًا لتحديد الهوية البشرية على مستوى البلاد للتعامل مع جرائم القتل التي لم يتم حلها في جميع أنحاء البلاد. وأدخلت فيلانويفا نظام غرف جيزيل، للسماح لضحايا التحرش الجنسي أو الإساءة بتقديم شهادة في المحكمة دون الكشف عن هويتهم.
حصلت فيلانويفا في عام 2018 على جائزة نساء الشجاعة الدولية من وزارة الخارجية الأمريكيية. حصلت فيلانويفا على هذا التكريم من ميلانيا ترامب.